# Эктова, Екатерина Александровна
Екатери́на Алекса́ндровна Э́ктова (род. 30 августа 1992, Петропавловск) — казахстанская легкоатлетка, специалистка по прыжкам в длину и тройным прыжкам. Выступала за сборную Казахстана по лёгкой атлетике в 2007—2016 годах, победительница и призёрка первенств национального значения, участница летних Олимпийских игр в Рио-де-Жанейро. Мастер спорта международного класса Республики Казахстан.

## Биография
Екатерина Эктова родилась 30 августа 1992 года в Петропавловске, Казахстан. Занималась прыжками под руководством своих родителей Александра Николаевича и Нины Викторовны Эктовых, опытных тренеров по лёгкой атлетике. Окончила Северо-Казахстанский государственный университет.
Впервые заявила о себе на международном уровне в сезоне 2007 года, когда вошла в состав казахстанской сборной и выступила в тройном прыжке на юношеском мировом первенстве в Остраве.
В 2009 году соревновалась в зачёте прыжков в длину и тройных прыжков на юниорском мировом первенстве в Брессаноне, во втором случае стала в финале четвёртой.
В 2010 году была четвёртой в прыжках в длину и тройных прыжках на юниорском азиатском первенстве в Ханое. В тех же дисциплинах стартовала на юниорском мировом первенстве в Монктоне, но в финал не вышла.
В 2011 году в тройном прыжке заняла шестое место на чемпионате Азии в Кобе.
В 2012 году в тройном прыжке стала четвёртой на чемпионате Азии в помещении в Ханчжоу.
Будучи студенткой, в 2013 году представляла Казахстан на Всемирной Универсиаде в Казани, где в зачёте тройного прыжка закрыла десятку сильнейших.
В 2014 году в тройном прыжке стала восьмой на чемпионате Азии в помещении в Ханчжоу, в прыжках в длину выиграла бронзовую медаль на Пляжных Азиатских играх в Пхукете.
В 2016 году стала десятой в прыжках в длину на чемпионате Азии в помещении в Дохе. Благодаря череде удачных выступлений удостоилась права защищать честь страны на летних Олимпийских играх в Рио-де-Жанейро — на предварительном квалификационном этапе тройного прыжка показала результат 13,51 метра, чего оказалось недостаточно для выхода в финал.
В 2018 году с результатом 5,95 одержала победу в прыжках в длину на чемпионате Казахстана в Алма-Ате.
Завершила спортивную карьеру по окончании сезона 2020 года.
За выдающиеся спортивные достижения удостоена почётного звания «Мастер спорта международного класса Республики Казахстан».
Старший брат Евгений Эктов и сноха Ирина Эктова (Литвиненко) — так же известные прыгуны тройным.